# 포인팅 장치

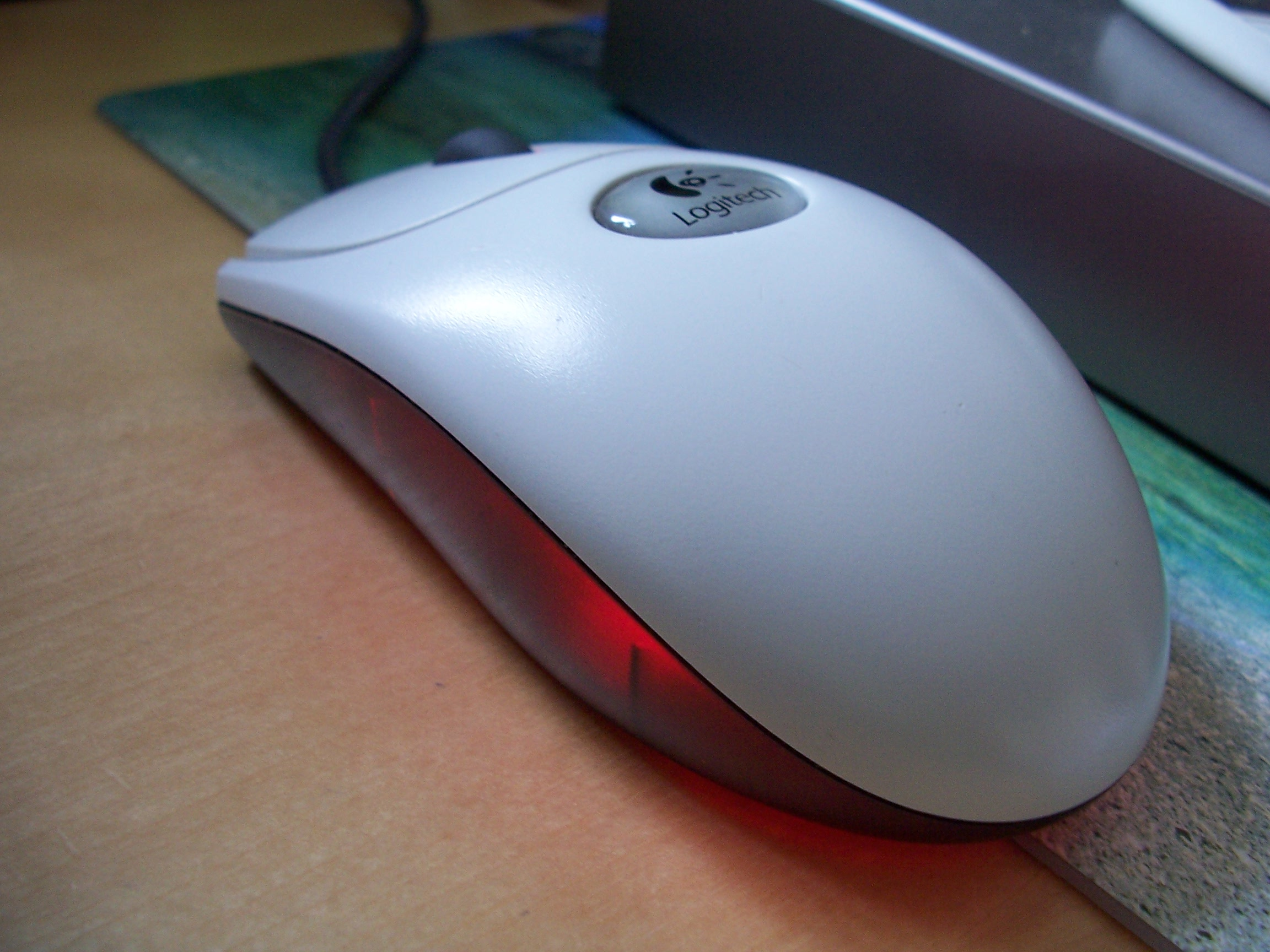
마우스

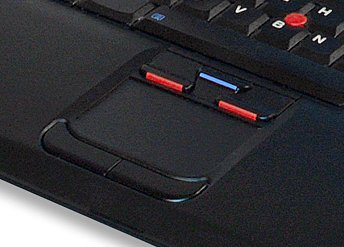
터치패드와 IBM 노트북의 포인팅 스틱

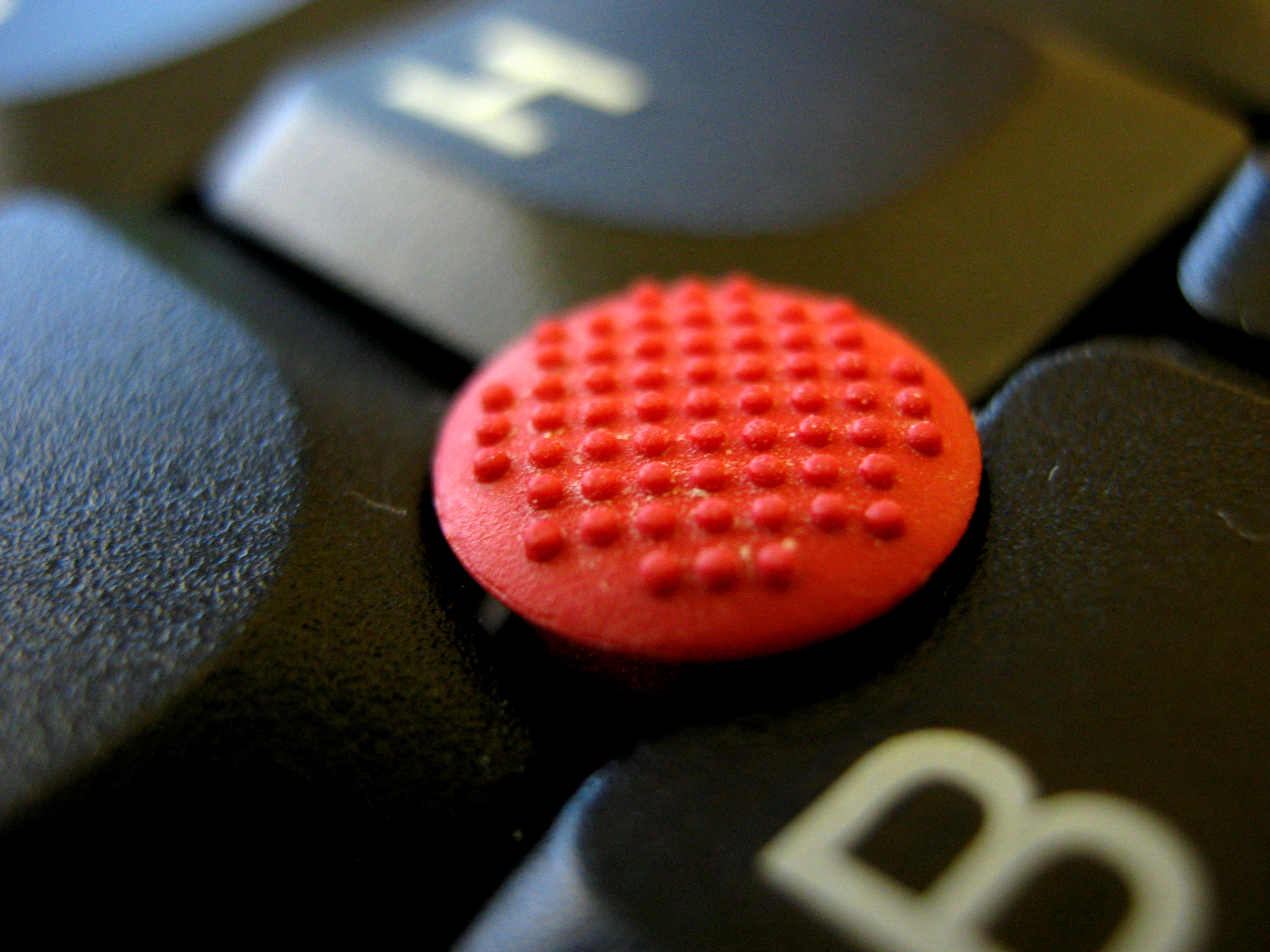
트랙포인트

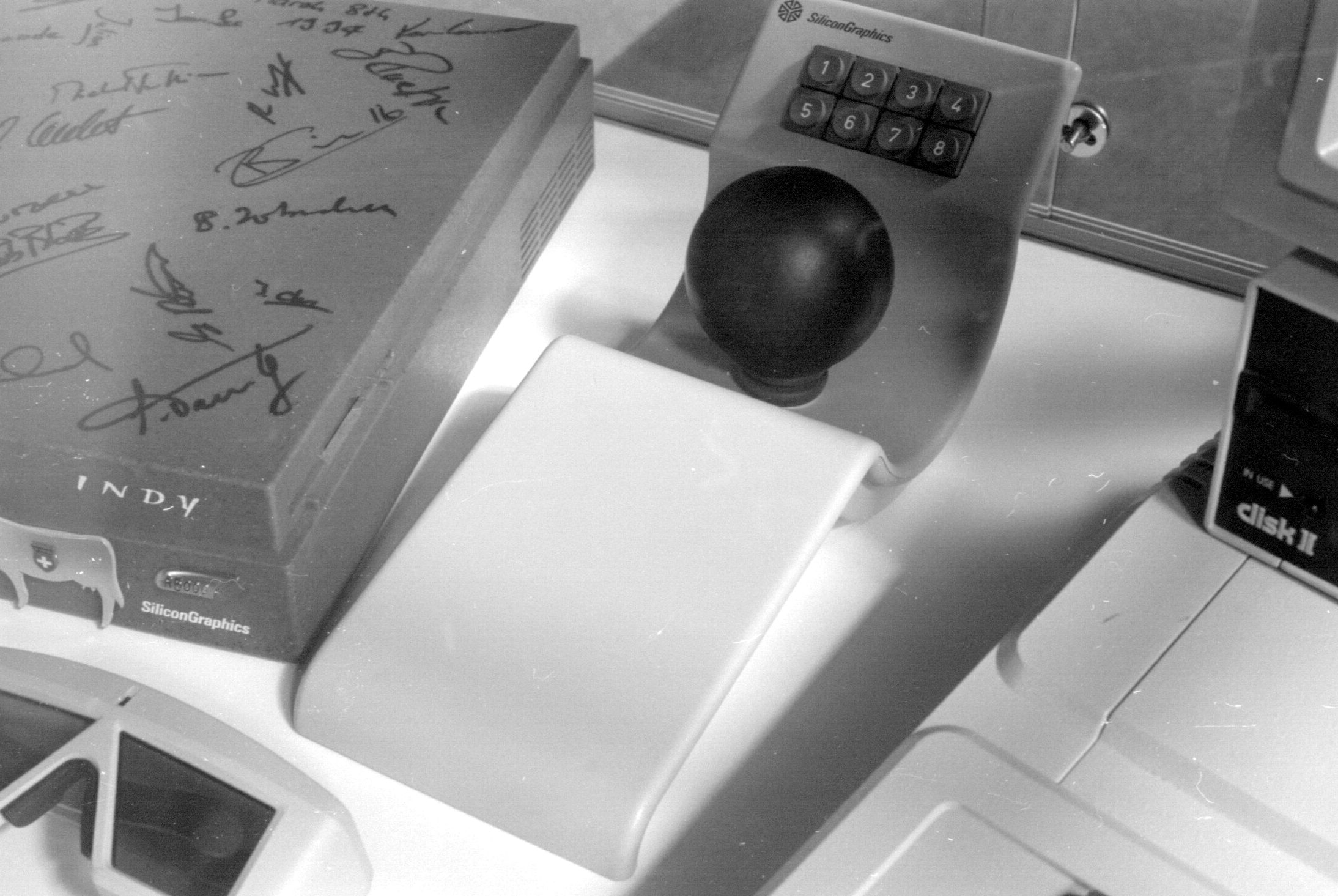
오래된 3D 마우스

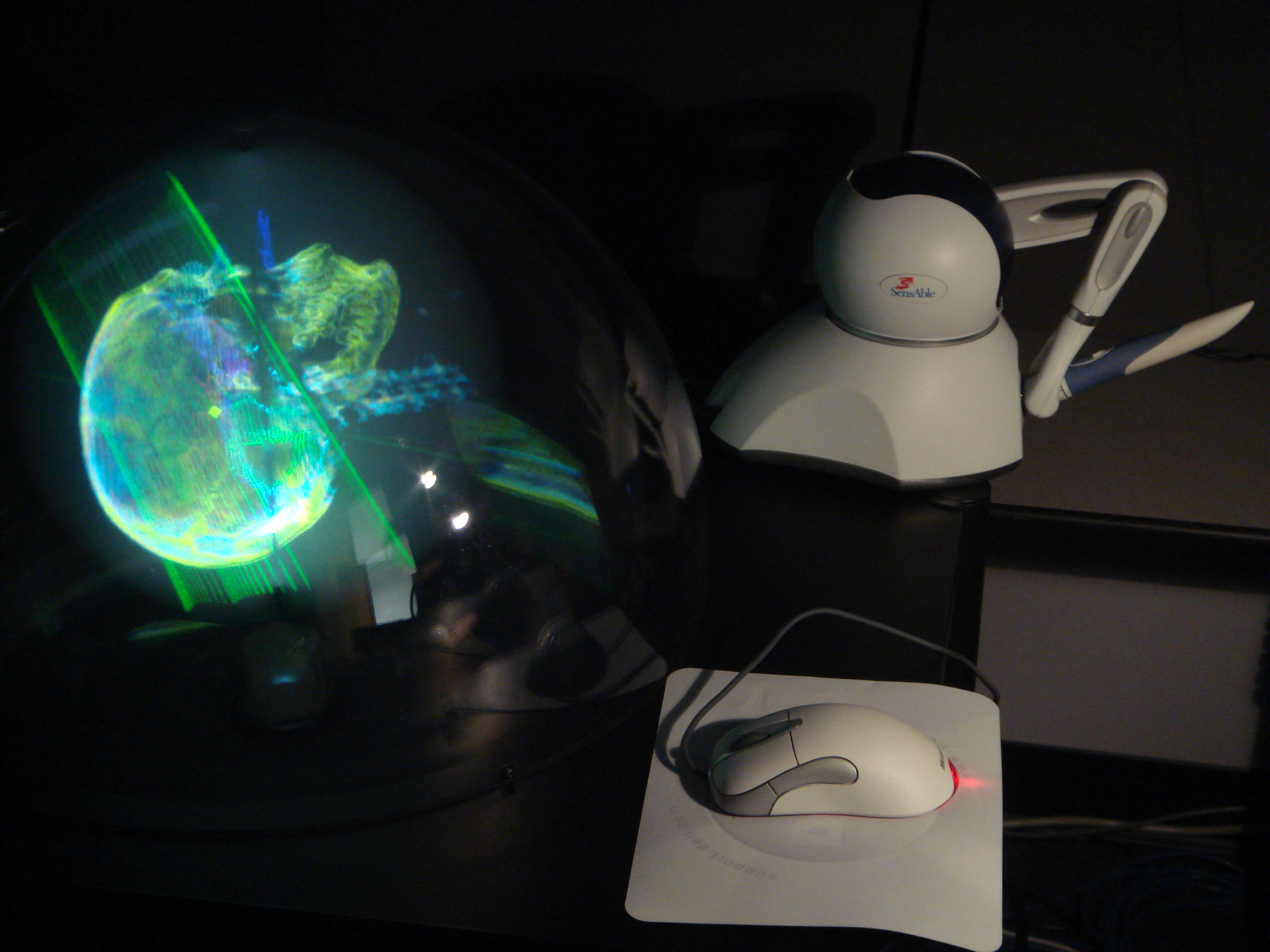
3D 포인팅 장치

포인팅 장치(문화어: 지시장치) 또는 포인팅 디바이스(pointing device)는 사용자가 3차원 (즉, 연속적이고 다차원적인) 데이터를 컴퓨터에 입력할 수 있게 하는 인간 인터페이스 장치이다. 그래픽 사용자 인터페이스(GUI) 및 컴퓨터 지원 설계(CAD) 시스템은 사용자가 실제 데스크톱 표면에서 손에 쥐는 마우스 또는 유사한 장치를 움직여 물리적인 제스처를 통해 컴퓨터를 제어하고 데이터를 제공하며 마우스의 스위치를 작동시킬 수 있게 한다. 포인팅 장치의 움직임은 포인터(또는 커서)의 움직임 및 기타 시각적 변화에 의해 화면에 반영된다. 일반적인 제스처는 포인트 앤드 클릭 및 드래그 앤드 드롭이다.
현재 가장 일반적인 포인팅 장치는 마우스이지만, 훨씬 더 많은 장치가 개발되었다. 그러나 마우스라는 용어는 컴퓨터 커서를 움직이는 장치에 대한 은유로 흔히 사용된다.
피츠의 법칙은 사용자가 포인팅 장치를 사용하는 속도를 예측하는 데 사용될 수 있다.

## 분류
여러 포인팅 장치를 분류하기 위해, 장치의 움직임, 제어, 위치 지정 또는 저항과 같은 특정 수의 특성을 고려할 수 있다. 다음 사항들은 다양한 분류에 대한 개요를 제공한다.
- 직접 입력 대 간접 입력

직접 입력 포인팅 장치의 경우 화면 커서는 포인팅 장치와 동일한 물리적 위치에 있다(예: 터치스크린의 손가락, 태블릿 컴퓨터의 스타일러스). 간접 입력 포인팅 장치는 커서와 동일한 물리적 위치에 있지 않지만, 그 움직임을 화면으로 변환한다(예: 컴퓨터 마우스, 조이스틱, 그래픽 태블릿의 스타일러스).
- 절대 이동 대 상대 이동

절대 이동 입력 장치(예: 스타일러스, 터치스크린의 손가락)는 입력 공간(입력 장치의 위치/상태)의 한 점과 출력 공간(화면의 커서 위치)의 한 점 사이에 일관된 매핑을 제공한다.
상대 이동 입력 장치(예: 마우스, 조이스틱)는 입력 공간의 변위를 출력 상태의 변위로 매핑한다. 따라서 초기 위치에 대한 커서의 상대 위치를 제어한다.
- 등장성 대 탄성 대 등척성

등장성 포인팅 장치는 이동 가능하며 그 변위를 측정한다(마우스, 펜, 사람 팔) 반면 등척성 장치는 고정되어 있으며 그 위에 작용하는 힘을 측정한다(트랙포인트, 힘 감지 터치스크린).
탄성 장치는 변위에 따라 힘 저항을 증가시킨다(조이스틱).
- 위치 제어 대 속도 제어

위치 제어 입력 장치(예: 마우스, 터치스크린의 손가락)는 화면 커서의 절대 또는 상대 위치를 직접 변경한다.
속도 제어 입력 장치(예: 트랙포인트, 조이스틱)는 화면 커서 움직임의 속도와 방향을 변경한다.
- 평행 이동 대 회전

다른 분류는 장치가 물리적으로 평행 이동하는지 또는 회전하는지에 따른 구분이다.
- 자유도

다양한 포인팅 장치는 다양한 자유도(DOF)를 갖는다. 컴퓨터 마우스는 x축과 y축에서의 움직임이라는 두 가지 자유도를 갖는다. 그러나 Wii 리모컨은 움직임과 회전에 대해 x, y, z축의 6가지 자유도를 갖는다.
- 가능한 상태

이 문서의 뒷부분에서 언급하듯이, 포인팅 장치는 다양한 가능한 상태를 갖는다. 이러한 상태의 예로는 범위 이탈, 추적 또는 끌기 등이 있다.
예시
- 컴퓨터 마우스는 2자유도(x, y 위치)와 2상태(추적, 끌기)를 갖는 간접적, 상대적, 등장성, 위치 제어, 병진 입력 장치이다.
- 터치스크린은 2개 이상의 자유도(x, y 위치 및 선택적으로 압력)와 2개 상태(범위 이탈, 끌기)를 갖는 직접적, 절대적, 등척성, 위치 제어 입력 장치이다.
- 조이스틱은 2자유도(x, y 각도)와 2상태(추적, 끌기)를 갖는 간접적, 상대적, 탄성, 속도 제어, 병진 입력 장치이다.
- Wii 리모컨은 6자유도(x, y, z 방향 및 x, y, z 위치)와 2-3가지 상태(방향 및 위치에 대한 추적, 끌기; 위치에 대한 범위 이탈)를 갖는 간접적, 상대적, 탄성, 속도 제어, 병진 입력 장치이다.

## 빌 벅스턴의 분류
다음 표는 빌 벅스턴이 도입한 포인팅 장치의 차원 수(열)와 감지되는 속성(행)에 따른 분류를 보여준다. 하위 행은 기계적 매개체(즉, 스타일러스)(M)와 터치 감지(T)를 구분한다. 이는 인간의 운동/감각계에 뿌리를 둔다. 연속적인 수동 입력 장치가 분류된다. 하위 열은 작동을 위해 유사한 운동 제어를 사용하는 장치를 구분한다. 이 표는 빌 벅스턴의 "입력의 분류학" 작업의 원본 그래픽을 기반으로 한다.
|               | 차원 수 | 차원 수              | 차원 수           | 차원 수     | 차원 수       | 차원 수    | 차원 수         | 차원 수     | 차원 수 |
|               |         | 1                    | 1                 | 2           | 2             | 2          | 2               | 3           |         |
| ------------- | ------- | -------------------- | ----------------- | ----------- | ------------- | ---------- | --------------- | ----------- | ------- |
| 감지되는 속성 | 위치    | 회전식 전위차계      | 슬라이딩 전위차계 | 태블릿 & 퍽 | 태블릿 & 첨필 | 라이트 펜  | 플로팅 조이스틱 | 3D 조이스틱 | M       |
| 감지되는 속성 | 위치    |                      |                   | 터치 태블릿 |               | 터치스크린 |                 |             | T       |
| 감지되는 속성 | 움직임  | 연속 회전식 전위차계 | 트레드밀          | 마우스      |               |            | 트랙볼          | 3D 트랙볼   | M       |
| 감지되는 속성 | 움직임  |                      | 페린스탯          |             |               |            | X/Y 패드        |             | T       |
| 감지되는 속성 | 압력    | 토크 센서            |                   |             |               |            | 등척성 조이스틱 |             | T       |

## 벅스턴의 3가지 상태 모델
이 모델은 포인팅 장치가 취할 수 있는 다양한 상태를 설명한다. 벅스턴이 설명한 세 가지 일반적인 상태는 범위 이탈, 추적 및 끌기이다. 모든 포인팅 장치가 모든 상태로 전환할 수 있는 것은 아니다.
| 모델                   | 설명 |
| ---------------------- | --- |
| 2 상태 전환            | 마우스 버튼을 누르지 않고 마우스를 움직이는 경우. 이 상태를 추적이라고 부르며, 사용자가 시스템과 더 이상 상호작용하지 않고 마우스만 움직이는 것을 의미한다. 마우스가 아이콘을 가리키고 있는 상태에서 버튼을 누른 채 마우스를 움직이면 끌기라고 불리는 새로운 상태로 진입한다. 이 상태들은 "2 상태 전환" 이미지에 표시된다.                                                        |
| 범위 이탈 & 추적       | 터치 또는 비터치를 감지할 수 있는 터치 태블릿을 마우스 대신 사용하는 경우, 상태 모델은 다르게 나타난다. 더 정확히 말하면, 손가락이 디스플레이에서 떨어져 있는 모든 움직임은 범위 이탈이며 시스템에 영향을 미치지 않는다. 손가락이 디스플레이에 닿을 때만 상태가 추적으로 전환된다(그림: "범위 이탈 & 추적").                                                                      |
| 범위 이탈, 추적 & 끌기 | 스타일러스가 있는 그래픽 태블릿을 사용하는 경우, 세 가지 상태를 모두 감지할 수 있다. 스타일러스를 들어 올리면 범위 이탈 상태가 된다. 범위 내에 있을 때 상태는 추적으로 전환되고 포인터는 스타일러스의 움직임을 따른다. 스타일러스에 추가 압력을 가하면 상태 2 끌기가 시작된다(그림: "범위 이탈, 추적 & 끌기").                                                                    |
| 상태 2 설정            | 다중 버튼 마우스 또는 다중 클릭을 사용하면 상태 2를 여러 상태로 분할할 수 있다. 즉, 다른 버튼을 누르면 다른 상태로 이어진다. 예를 들어, 버튼 1로 개체를 선택하면 원래 끌기 상태로 전환되고 버튼 2는 복사본 끌기 상태로 전환된다. 이는 마이크로소프트 윈도우에서 알려진 다중 클릭에도 적용된다: 개체를 한 번 클릭하면 개체가 선택되고, 두 번 클릭하면 열린다(그림: "상태 2 설정"). |

## 피츠의 법칙
피츠의 법칙(종종 피츠의 법칙으로 인용됨)은 주로 인간-컴퓨터 상호작용 및 인체공학에서 사용되는 인간 운동의 예측 모델이다. 이 과학 법칙은 대상 영역으로 빠르게 이동하는 데 필요한 시간이 대상까지의 거리와 대상 너비의 비율에 따라 달라진다고 예측한다. 피츠의 법칙은 손이나 손가락으로 물리적으로 물체를 만지거나, 포인팅 장치를 사용하여 컴퓨터 모니터의 물체를 가리키는 방식으로 가리키는 행위를 모델링하는 데 사용된다.
다시 말해, 이는 예를 들어 커서에서 멀리 떨어진 작은 버튼을 클릭하는 데 커서 근처의 큰 버튼을 클릭하는 것보다 더 많은 시간이 필요하다는 것을 의미한다. 이를 통해 특정 대상에 대한 선택적 움직임에 필요한 속도를 일반적으로 예측할 수 있다.

### 수학적 공식
움직임을 완료하는 데 걸리는 평균 시간을 계산하는 일반적인 측정항목은 다음과 같다.
{\displaystyle {\text{MT}}=a+b\cdot {\text{ID}}=a+b\cdot \log _{2}{\Bigg (}{\frac {2D}{W}}{\Bigg )}}
여기서:
- MT는 움직임을 완료하는 데 걸리는 평균 시간이다.
- a와 b는 입력 장치 선택에 따라 달라지는 상수이며 일반적으로 회귀 분석을 통해 경험적으로 결정된다.
- ID는 난이도 지수이다.
- D는 시작점부터 대상 중심까지의 거리이다.
- W는 움직임 축을 따라 측정된 대상의 너비이다. W는 최종 위치의 허용 오차로도 볼 수 있다. 움직임의 최종 지점은 대상 중심의 ±W⁄2 내에 있어야 하기 때문이다.

이는 앞서 언급했듯이 크고 가까운 대상을 작고 먼 대상보다 더 빠르게 도달할 수 있다는 해석으로 이어진다.

### 사용자 인터페이스 설계에 피츠의 법칙 적용
위에서 언급했듯이, 객체의 크기와 거리는 선택에 영향을 미친다. 또한 이는 사용자 경험에 영향을 미친다. 따라서 사용자 인터페이스를 설계할 때 피츠의 법칙을 고려하는 것이 중요하다. 아래에 몇 가지 기본 원칙이 언급되어 있다.
- 상호작용 요소

예를 들어, 명령 버튼은 비상호작용 요소와 다른 크기를 가져야 한다. 더 큰 상호작용 객체는 어떤 포인팅 장치로든 선택하기 더 쉽다.
- 가장자리와 모서리

커서가 그래픽 사용자 인터페이스의 가장자리와 모서리에 고정되기 때문에, 해당 지점은 디스플레이의 다른 지점보다 더 빠르게 접근할 수 있다.
- 팝업 메뉴

사용자 "이동 시간"을 줄이기 위해 상호작용 요소의 즉각적인 선택을 지원해야 한다.
- 선택 옵션

드롭다운 메뉴나 최상위 탐색과 같은 메뉴 내에서 사용자가 목록을 아래로 내려갈수록 거리가 증가한다. 그러나 파이 메뉴에서는 다른 버튼까지의 거리가 항상 동일하다. 또한 파이 메뉴의 대상 영역은 더 넓다.
- 작업 표시줄

작업 표시줄을 조작하려면 사용자는 더 높은 수준의 정밀도가 필요하므로 더 많은 시간이 소요된다. 일반적으로 작업 표시줄은 인터페이스를 통한 이동을 방해한다.

## 제어-디스플레이 이득
제어-디스플레이 이득(또는 CD 이득)은 제어 공간에서의 움직임과 디스플레이 공간에서의 움직임 사이의 비율을 나타낸다. 예를 들어, 하드웨어 마우스는 화면의 커서와 다른 속도 또는 거리로 움직인다. 이 움직임이 두 개의 다른 공간에서 일어나더라도, 의미를 갖기 위해서는 측정 단위가 동일해야 한다(예: 픽셀 대신 미터). CD 이득은 이 두 움직임의 스케일 팩터를 나타낸다:
{\displaystyle CDgain=V_{Display}/V_{Control}}
CD 이득 설정은 대부분의 경우 조정할 수 있다. 그러나 절충안을 찾아야 한다: 높은 이득은 멀리 떨어진 대상을 쉽게 접근할 수 있지만, 낮은 이득은 더 오랜 시간이 걸린다. 높은 이득은 대상 선택을 방해하는 반면, 낮은 이득은 이 과정을 용이하게 한다. 마이크로소프트, macOS 및 X 창 시스템은 사용자 요구에 따라 CD 이득을 조절하는 메커니즘을 구현했다. 예를 들어, 사용자의 움직임 속도가 증가하면 CD 이득이 증가한다 (역사적으로 "마우스 가속"이라고 불림).

## 일반적인 포인팅 장치

### 모션 트래킹 포인팅 장치

#### 마우스
마우스는 수평면 위에서 밀어서 움직이는 작은 휴대용 장치이다.
마우스는 매끄러운 표면 위를 미끄러지면서 그래픽 포인터를 움직인다. 일반적인 롤러볼 마우스는 볼을 사용하여 이러한 동작을 생성한다: 볼은 서로 직각으로 놓인 두 개의 작은 샤프트와 접촉한다. 볼이 움직이면 이 샤프트가 회전하고, 센서가 마우스 내에서 이 회전을 측정한다. 센서로부터의 거리 및 방향 정보는 컴퓨터로 전송되고, 컴퓨터는 마우스의 움직임을 따라 화면의 그래픽 포인터를 움직인다. 또 다른 일반적인 마우스는 광마우스이다. 이 장치는 일반적인 마우스와 매우 유사하지만, 위치 변화를 감지하기 위해 롤러볼 대신 가시광선 또는 적외선을 사용한다.
또한 노트북 컴퓨터와 함께 사용하도록 작은 달걀 크기의 미니 마우스도 있는데, 일반적으로 노트북 본체의 빈 공간에서 사용하기에 충분히 작으며, 일반적으로 광학식이고 휴대용 코드를 포함하며 배터리 수명을 절약하기 위해 USB 포트를 사용한다.

#### 트랙볼
트랙볼은 소켓에 담긴 볼로 구성된 포인팅 장치로, 거꾸로 된 마우스와 유사하게 볼의 두 축 회전을 감지하는 센서가 내장되어 있다. 사용자가 엄지, 손가락 또는 손바닥으로 볼을 굴리면 화면의 포인터도 함께 움직인다. 트랙볼은 사용 편의성 때문에 CAD 워크스테이션에서 일반적으로 사용되며, 마우스를 사용할 책상 공간이 없을 수도 있는 경우에 유용하다. 일부는 키보드 측면에 고정할 수 있으며 마우스 버튼과 동일한 기능을 하는 버튼이 있다. 사용자에게 더 넓은 범위의 인체공학적 자세를 제공하는 무선 트랙볼도 있다.

#### 조이스틱
등장성 조이스틱은 사용자가 스틱의 위치를 비교적 일정한 힘으로 자유롭게 변경할 수 있는 핸들 스틱이다.
등척성 조이스틱은 사용자가 미는 힘의 양을 변화시켜 스틱을 제어하며, 스틱의 위치는 비교적 일정하게 유지된다. 등척성 조이스틱은 실제 움직이는 조이스틱이 제공하는 촉각 피드백의 부족으로 인해 사용하기 더 어려운 것으로 종종 언급된다.

#### 포인팅 스틱
포인팅 스틱은 조이스틱처럼 사용되는 압력 감지 작은 놉(nub)이다. 일반적으로 노트북에서 G, H, B 키 사이에 내장되어 있다. 사용자가 가하는 힘을 감지하여 작동한다. 해당 "마우스" 버튼은 일반적으로 스페이스 바 바로 아래에 배치된다. 마우스와 일부 데스크톱 키보드에서도 발견된다.

#### Wii 리모컨
Wiimote라고도 불리는 Wii 리모컨은 닌텐도의 Wii 콘솔의 주 컨트롤러이다. Wii 리모컨의 주요 특징은 모션 감지 기능으로, 가속도계와 광학 센서 기술을 사용하여 제스처 인식 및 포인팅을 통해 화면의 항목과 상호 작용하고 조작할 수 있다.

#### 손가락 추적
손가락 추적 장치는 화면과의 접촉 없이 3D 공간 또는 표면 근처에서 손가락을 추적한다. 손가락은 스테레오 카메라, 비행 시간 및 레이저와 같은 기술을 통해 삼각측량된다. 손가락 추적 포인팅 장치의 좋은 예는 LM3LABS의 Ubiq'window와 AirStrike이다.

### 위치 추적 포인팅 장치

#### 그래픽 태블릿

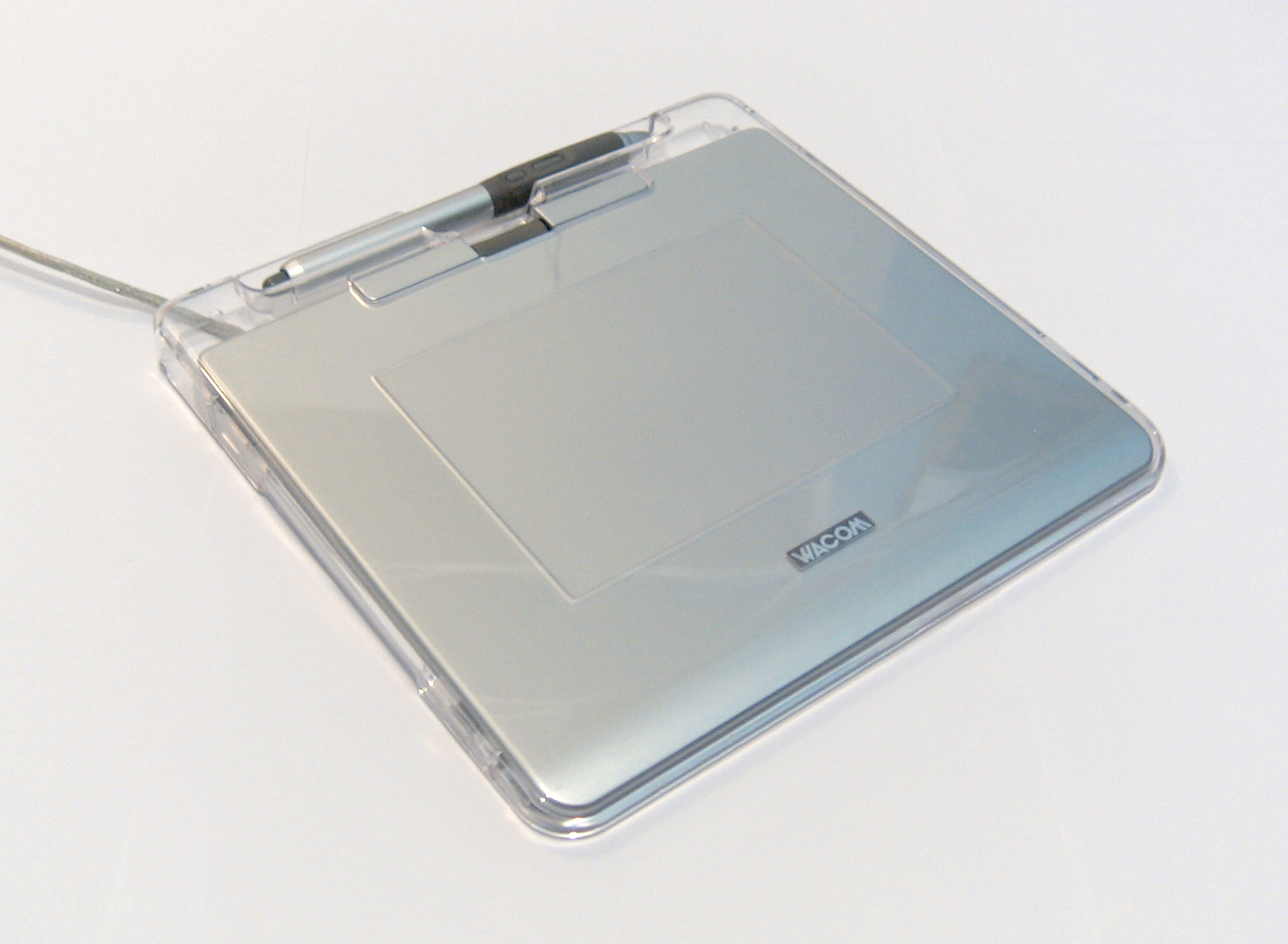
펜이 있는 그래픽 태블릿

그래픽 태블릿 또는 디지타이징 태블릿은 터치패드와 유사한 특수 태블릿이지만, 일반 펜이나 연필처럼 쥐고 사용하는 펜 또는 스타일러스로 제어된다. 엄지는 보통 펜 상단의 양방향 버튼을 통해 클릭을 제어하거나 태블릿 표면을 탭하여 제어한다.
커서(퍽이라고도 함)는 마우스와 유사하지만, 정확한 위치 지정을 위한 십자선 창이 있으며 최대 16개의 버튼을 가질 수 있다. 펜(스타일러스라고도 함)은 간단한 볼펜처럼 생겼지만 잉크 대신 전자 헤드를 사용한다. 태블릿에는 커서 또는 펜의 움직임을 감지하고 그 움직임을 디지털 신호로 변환하여 컴퓨터로 전송하는 전자 장치가 내장되어 있다." 이는 태블릿의 각 지점이 화면의 한 지점을 나타내기 때문에 마우스와는 다르다.

#### 스타일러스

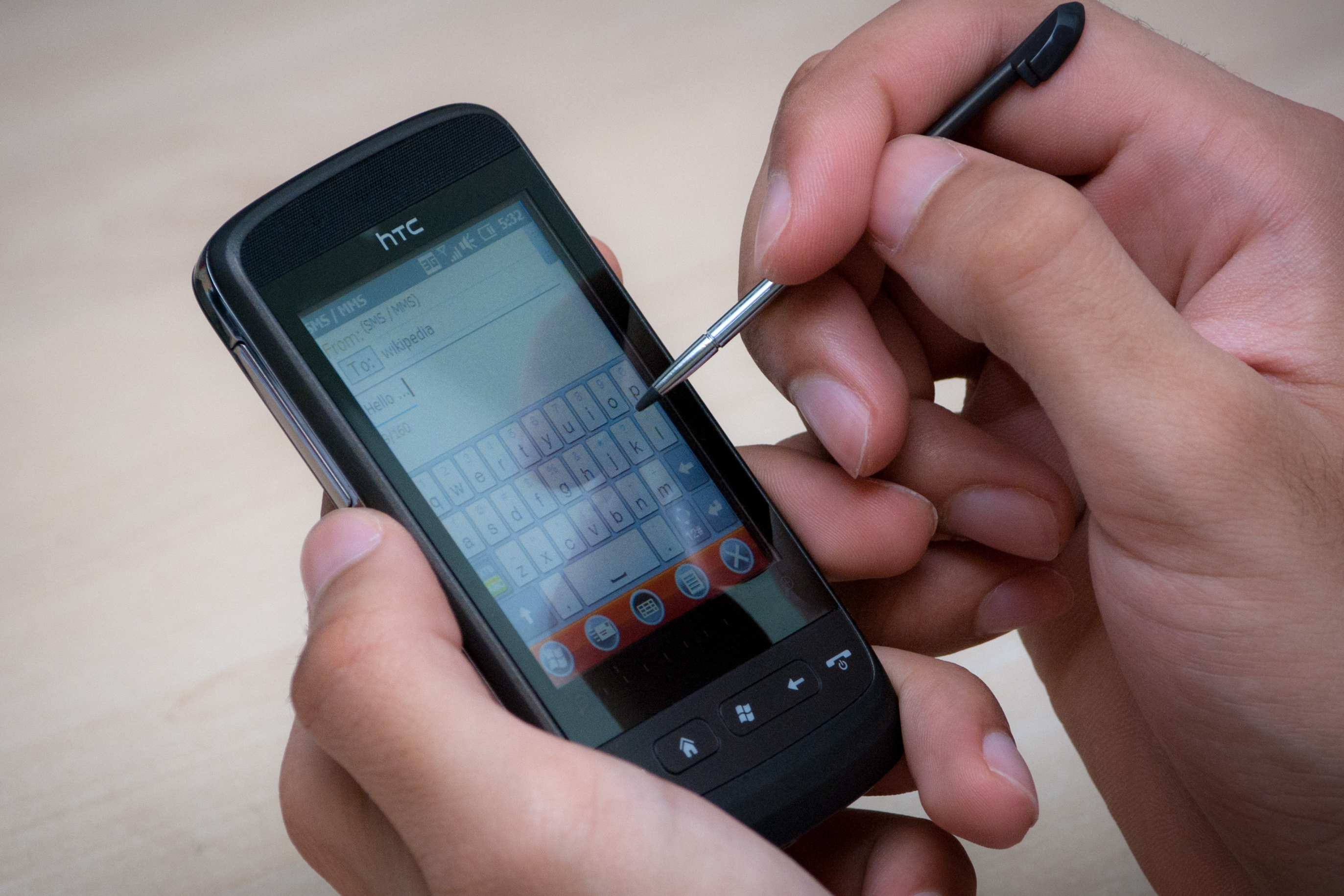
스마트폰을 스타일러스로 조작하는 모습

첨필은 컴퓨터 화면, 모바일 장치 또는 그래픽 태블릿에 명령을 입력하는 데 사용되는 작은 펜 모양의 도구이다.
스타일러스는 개인 정보 단말기, 스마트폰 및 닌텐도 DS와 같이 정확한 입력이 필요한 일부 휴대용 게임 시스템의 주요 입력 장치이지만, 스마트폰 시장에서는 정전식 터치스크린이 있는 멀티터치 손가락 입력 기능이 있는 장치가 스타일러스 기반 장치보다 더 인기를 얻고 있다.

#### 터치패드

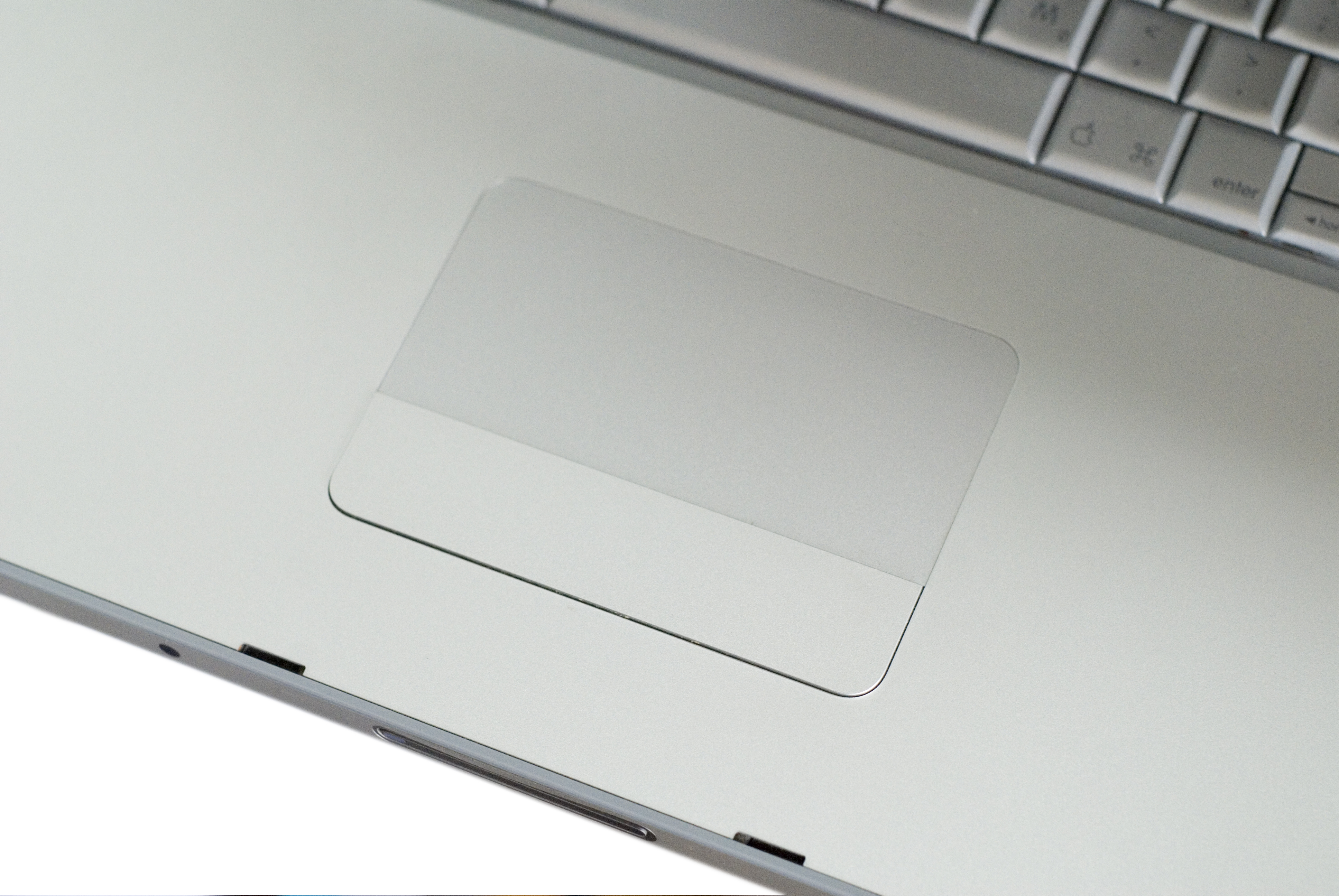
애플 맥북 프로의 트랙패드

터치패드 또는 트랙패드는 손가락 접촉을 감지할 수 있는 평평한 표면이다. 주로 노트북 컴퓨터에 사용되는 고정식 포인팅 장치이다. 일반적으로 터치패드와 함께 하나 이상의 물리적 버튼이 제공되지만, 사용자는 패드를 탭하여 마우스 클릭을 생성할 수도 있다. 고급 기능으로는 압력 감지 및 가장자리를 따라 손가락을 움직여 스크롤하는 것과 같은 특별한 제스처가 있다.
두 층의 전극 격자를 사용하여 손가락 움직임을 측정한다. 한 층은 수직 전극 스트립으로 수직 움직임을 처리하고, 다른 층은 수평 전극 스트립으로 수평 움직임을 처리한다.

#### 터치스크린

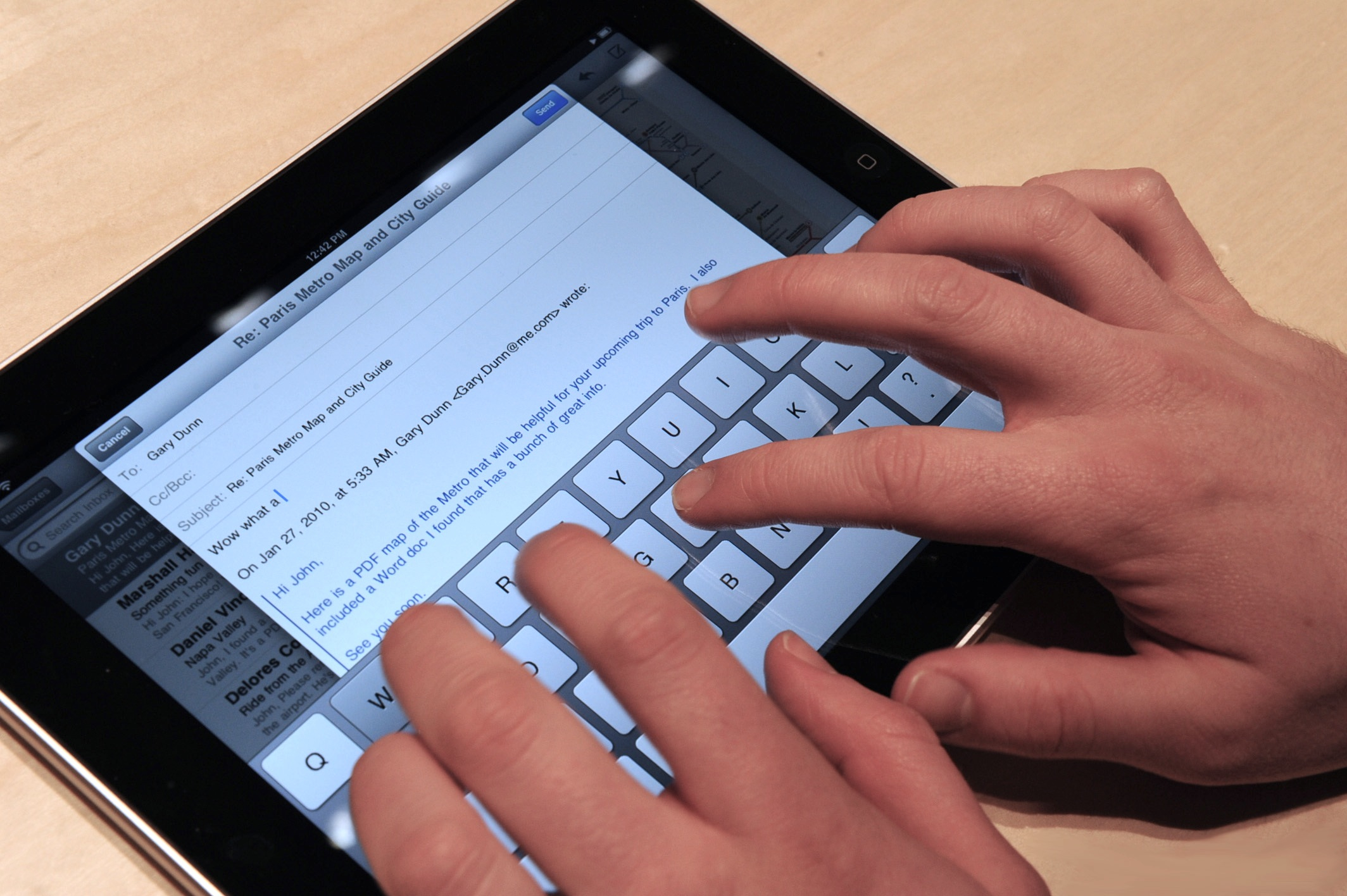
아이패드의 가상 키보드

터치스크린은 TV 모니터나 노트북 컴퓨터의 시스템 LCD 모니터 화면에 내장된 장치이다. 사용자는 손가락이나 보조 도구를 사용하여 화면에 표시된 항목을 물리적으로 눌러 장치와 상호작용한다.
터치를 감지하는 데 여러 기술이 사용될 수 있다. 저항막 방식 및 정전식 터치스크린은 유리 내부에 전도성 물질이 내장되어 있으며, 전류 변화를 측정하여 터치 위치를 감지한다. 적외선 컨트롤러는 모니터 화면 자체를 둘러싼 프레임에 삽입된 적외선 빔 그리드를 투사하고, 물체가 빔을 가로채는 위치를 감지한다.
현대 터치스크린은 스타일러스 포인팅 장치와 함께 사용될 수 있으며, 적외선으로 구동되는 터치스크린은 물리적 접촉이 필요 없이 실제 화면에서 최소 범위 거리 내에서 손과 손가락의 움직임을 인식한다.
터치스크린은 팜 (기업)과 같은 하드웨어 제조업체에서 판매하는 팜톱 컴퓨터의 도입, 일부 고급 노트북 컴퓨터, HTC 또는 애플 아이폰과 같은 모바일 스마트폰, 그리고 심비안, 팜 OS, Mac OS X, 마이크로소프트 윈도우 운영 체제에 표준 터치스크린 장치 드라이버가 제공되면서 인기를 얻었다.

### 압력 추적 포인팅 장치

#### 등척성 조이스틱
3D 조이스틱과 달리 스틱 자체는 움직이지 않거나 거의 움직이지 않으며 장치 섀시에 장착되어 있다. 포인터를 움직이려면 사용자는 스틱에 힘을 가해야 한다. 전형적인 예는 노트북 키보드의 "G"와 "H" 키 사이에 있다. 트랙포인트에 압력을 가하면 커서가 디스플레이에서 움직인다.

## 기타 장치

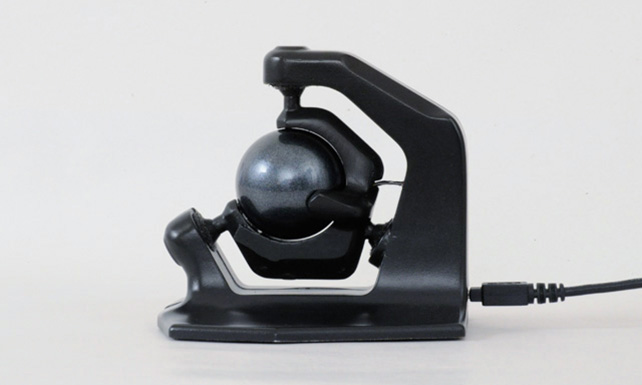
6D 액스소틱 3D 마우스

- 라이트 펜은 터치스크린과 유사한 장치이지만, 손가락 대신 특수 감광성 펜을 사용하여 더 정확한 화면 입력을 가능하게 한다. 라이트 펜의 끝이 화면에 닿으면 해당 지점의 화소 좌표를 포함하는 신호를 컴퓨터로 다시 보낸다. 컴퓨터 화면에 그림을 그리거나 메뉴를 선택하는 데 사용할 수 있으며, 어떤 브라운관 디스플레이에서도 작동할 수 있기 때문에 특별한 터치스크린이 필요하지 않다.
- 라이트 건
- 팜 마우스 – 손바닥에 쥐고 두 개의 버튼으로만 작동한다. 화면을 가로지르는 움직임은 가벼운 터치에 해당하며, 압력을 가하면 움직임 속도가 증가한다.
- 풋 마우스 – 때로는 몰(mole)이라고도 불리며, 손이나 머리를 사용하고 싶지 않거나 사용할 수 없는 사람들을 위한 마우스 변형이다. 대신 발 클릭을 제공한다.
- 퍽(Puck), 마우스와 유사하지만 상대적 위치 지정이 아닌 절대적 위치 지정용으로 설계되었다. 일반적으로 정밀한 위치 지정 및 추적을 위한 십자선이 있는 투명 플라스틱으로 되어 있다. 퍽은 CAD/CAM/CAE 작업에서 추적용으로 가장 일반적으로 사용된다.
- 시표 추적 장치 – 사용자의 망막 움직임으로 제어되는 마우스로, 터치 없이 커서 조작이 가능하다.
- 손가락 마우스 – 두 손가락으로만 제어되는 극히 작은 마우스이다. 사용자는 어떤 자세로든 쥘 수 있다.
- 자이로 마우스 – 자이로스코프가 공중에서 마우스의 움직임을 감지한다. 사용자는 일반 마우스를 놓을 공간이 없거나 서서 명령을 내려야 할 때 자이로 마우스를 조작할 수 있다. 이 입력 장치는 청소가 필요 없고 많은 추가 버튼을 가질 수 있으며, 사실 TV 겸용 노트북 중 일부는 LCD 화면이 내장된 리모컨과 유사한 자이로 마우스를 제공한다.
- 스티어링 휠 – 1차원 포인팅 장치로 볼 수 있다 – 게임 컨트롤러 문서의 스티어링 휠 섹션 참조
- 패들 – 또 다른 1차원 포인팅 장치
- 조그 다이얼 – 또 다른 1차원 포인팅 장치
- 요크 (항공기)
- 일부 고자유도 입력 장치
- 3Dconnexion – 6자유도 컨트롤러
- 개별 포인팅 장치
- 십자 패드 – 매우 간단한 키보드
- 댄스 패드 – 발로 공간의 대략적인 위치를 가리키는 데 사용
- 비누 마우스 – 기존 무선 광마우스 기술을 기반으로 한 휴대용, 위치 기반 포인팅 장치
- 레이저 포인터 – 프리젠테이션에서 포인팅 장치로 사용될 수 있다.

## 같이 보기
- 커서 (사용자 인터페이스)
- 입력 장치
- WIMP (컴퓨팅)